# Ghiacciaio Clowes
Il ghiacciaio Clowes (in inglese Clowes Glacier) è un ghiacciaio largo circa 3,5 km situato sulla costa di Lassiter, nella parte orientale della Terra di Palmer, in Antartide. Il ghiacciaio, il cui punto più alto si trova 39 m s.l.m., fluisce verso est fino ad entrare nell'insenatura di Mason, andando così ad alimentare la piattaforma glaciale Larsen D.

## Storia
Il ghiacciaio Clowes fu scoperto e fotografato durante una ricognizione aerea effettuata nel 1940 da alcuni membri del Programma Antartico degli Stati Uniti d'America. Nel 1947 il ghiacciaio fu nuovamente fotografato da membri della Spedizione antartica di ricerca Ronne, comandata da Finn Rønne, i quali, assieme a membri del British Antarctic Survey, che all'epoca si chiamava ancora Falkland Islands and Dependencies Survey (FIDS), ne realizzarono una mappatura completa. Proprio il FIDS battezzò poi la formazione con il suo attuale nome in onore dell'oceanografo inglese Archibald J. Clowes, membro dello staff del Comitato interdipartimentale per la Dipendenza delle Isole Falkland dal 1924 al 1946.